# Scapteromys
Scapteromys é um gênero de roedores da família Cricetidae.

## Espécies[1]
- Scapteromys aquaticus Thomas, 1920
- Scapteromys hershkovitzi Reig, 1994
- Scapteromys meridionalis Quintela, Gonçalves, Althoff, Sbalqueiro, Oliveira & Freitas, 2014
- Scapteromys tumidus (Waterhouse, 1837)